# مشعل السعيد (لاعب كرة قدم كويتي)
مشعل السعيد، لاعب كرة قدم كويتي سابق، وقد كان يلعب في نادي الشباب الكويتي ونادي القادسية الكويتي ومنتخب الكويت لكرة القدم، وقد لعب 35 مباراة دولية مع منتخب الكويت لكرة القدم.
انضم مشعل السعيد إلى نادي الشباب الكويتي في موسم 1983/1982 في فئة البراعم، ثم انضم إلى الفريق الأول في نادي الشباب الكويتي في موسم 1988/1987 في كأس الأمير عندما تعرض اللاعب محمد القدير للإصابة، وقد خسر الفريق بنتيجة قاسية أمام نادي العربي الكويتي 0-6، وعندما تعاقد النادي مع المدرب عبد الله العصفور لقيادة فريق تحت 20 سنة بالنادي ، استفاد مشعل السعيد كثيرا من نصائحه ، وانتقل في عام 1998 إلى نادي القادسية الكويتي.
وفي موسم 1999/1998 أصبح هداف نادي القادسية الكويتي في الدوري الكويتي بالرغم من كونه مدافعا.